# مارك أ. ماير
مارك أ. ماير (بالإنجليزية: Mark A. Meyer)‏ هو اقتصادي أمريكي، ولد في 1946 في نيويورك في الولايات المتحدة.